# 第1回国会
第1回国会（だい1かいこっかい）とは、1947年（昭和22年）5月20日から同年12月9日まで開会された、日本の国会の特別会である。当初会期は50日間の予定だったが、154日延長されて204日になった。1947年5月3日に施行された日本国憲法の下で開かれた最初の国会である。

## 今国会の動き
年は全て1947年。

### 召集前
- 3月31日 - 第92回帝国議会が衆議院解散により閉会[3][4]。
- 4月20日 - 第1回参議院議員通常選挙投開票[5]。
- 4月25日 - 第23回衆議院議員総選挙投開票[4]。
- 5月3日 - 日本国憲法施行[2]。

- 5月6日 - 召集詔書発出[2]。

### 会期中
- 5月20日 - 召集、開会[1][4][2]。
- 6月23日 - 開会式。昭和天皇が勅語を発表[6]。
- 12月9日 - 閉会[1]。
- 12月10日 - 第2回国会開会[1]。